# 阿胡努伊環礁

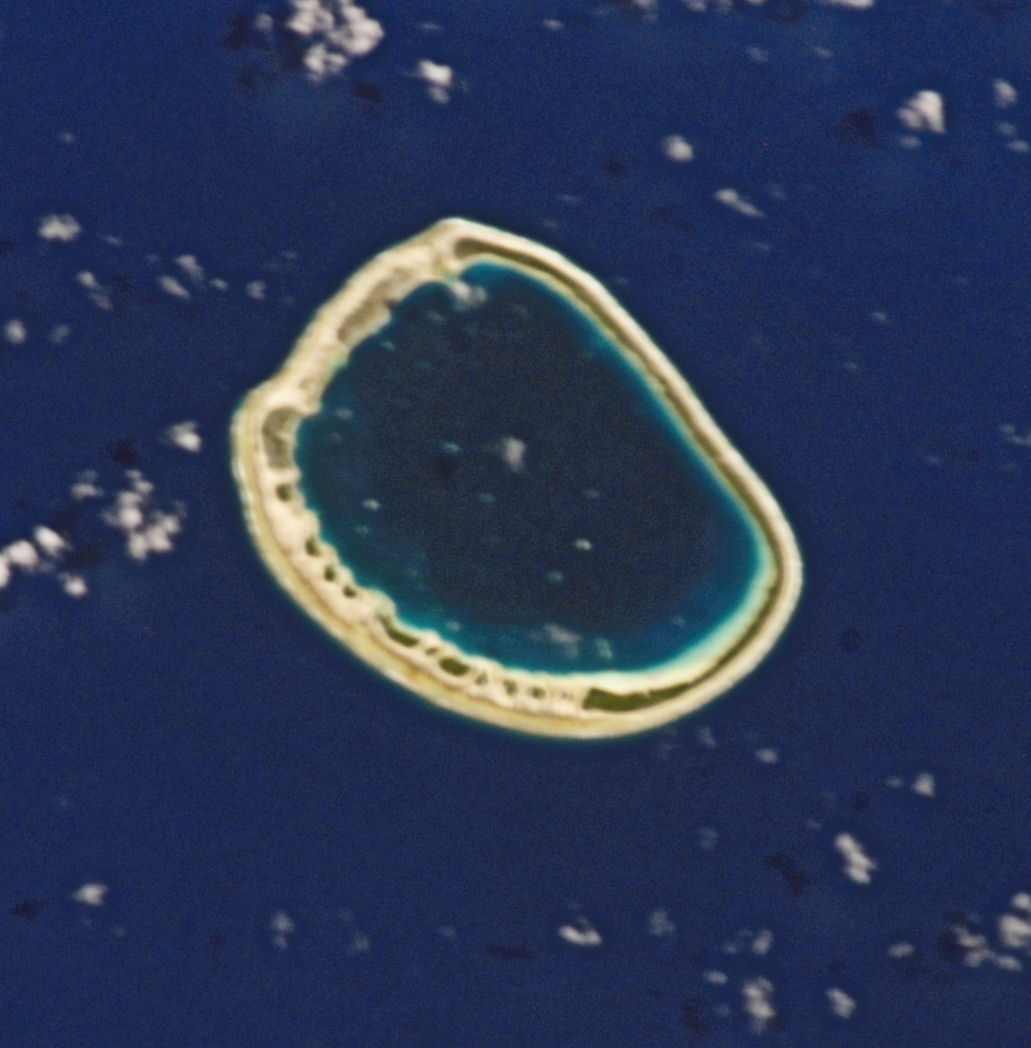

阿胡努伊環礁（Ahunui），又称方阿陶法环礁（Fanga-taufa）、雅陶芒阿环礁（Nga-taumanga），是南太平洋法屬波利尼西亞的環礁，屬於土阿莫土群島的一部分，由豪镇管辖，位於帕拉瓦環礁東南55公里，直徑6.5公里，土地面積5.7平方公里，潟湖面積34平方公里，島上無人居住。

## 外部連結
- Atoll list (in French) （页面存档备份，存于）
- W. Beechey
- Atoll names

19°37′S 140°23′W / 19.617°S 140.383°W